# Gat Rimon
Gat Rimon (hebrejsky גַּת רִמּוֹן, v oficiálním přepisu do angličtiny Gat Rimmon) je vesnice typu mošav v Izraeli, v Centrálním distriktu, v Oblastní radě Drom ha-Šaron.

## Geografie
Leží v nadmořské výšce 72 metrů v hustě osídlené a zemědělsky intenzivně využívané pobřežní nížině, nedaleko od jižního okraje Šaronské planiny.
Obec se nachází 11 kilometrů od břehu Středozemního moře, cca 11 kilometrů východně od centra Tel Avivu a cca 82 kilometrů jihojihozápadně od centra Haify. Leží v silně urbanizovaném území, v kterém je zachován jen malý fragment původní zemědělské krajiny, jenž je na severu sevřen městem Petach Tikva a na jihu městem Ganej Tikva. Gat Rimon obývají Židé, přičemž osídlení v tomto regionu je etnicky převážně židovské.
Gat Rimon je na dopravní síť napojen pomocí místních komunikací v rámci aglomerace Petach Tikva.

## Dějiny
Gat Rimon byl založen v roce 1926. Nazván byl podle stejnojmenného biblického města Gat-rimón zmiňovaného v Knize Jozue 19,45 Zakladateli mošavu byli středostavovští Židé, kteří do tehdejší mandátní Palestiny přišli v rámci čtvrté alije.
Před rokem 1949 měl Gat Rimon rozlohu katastrálního území 735 dunamů (0,735 kilometru čtverečního). Správní území obce dosahuje v současnosti cca 445 dunamů (0,445 kilometry čtvereční). Místní ekonomika je zčásti založena na zemědělství (pěstování citrusů).

## Demografie
Podle údajů z roku 2014 tvořili naprostou většinu obyvatel v Gat Rimon Židé (včetně statistické kategorie "ostatní", která zahrnuje nearabské obyvatele židovského původu ale bez formální příslušnosti k židovskému náboženství).
Jde o menší obec vesnického typu s dlouhodobě stagnující populací, která ale od roku 2008 roste. K 31. prosinci 2014 zde žilo 305 lidí. Během roku 2014 populace stoupla o 1,0 %.
| Rok            | 1948 | 1961 | 1972 | 1983 | 1995 | 2001 | 2003 | 2004 | 2005 | 2006 | 2007 | 2008 | 2009 | 2010 | 2011 | 2012 | 2013 | 2014 |
| -------------- | ---- | ---- | ---- | ---- | ---- | ---- | ---- | ---- | ---- | ---- | ---- | ---- | ---- | ---- | ---- | ---- | ---- | ---- |
| Počet obyvatel | 685  | 273  | 192  | 135  | 210  | 199  | 211  | 201  | 201  | 204  | 205  | 213  | 274  | 285  | 277  | 280  | 302  | 305  |